# Fila Beba Tua
Fila Beba Tua ist eine osttimoresische Aldeia. Sie liegt im Nordosten des Sucos Dare (Verwaltungsamt Vera Cruz, Gemeinde Dili). In Fila Beba Tua leben 325 Menschen (2015).

## Lage und Einrichtungen

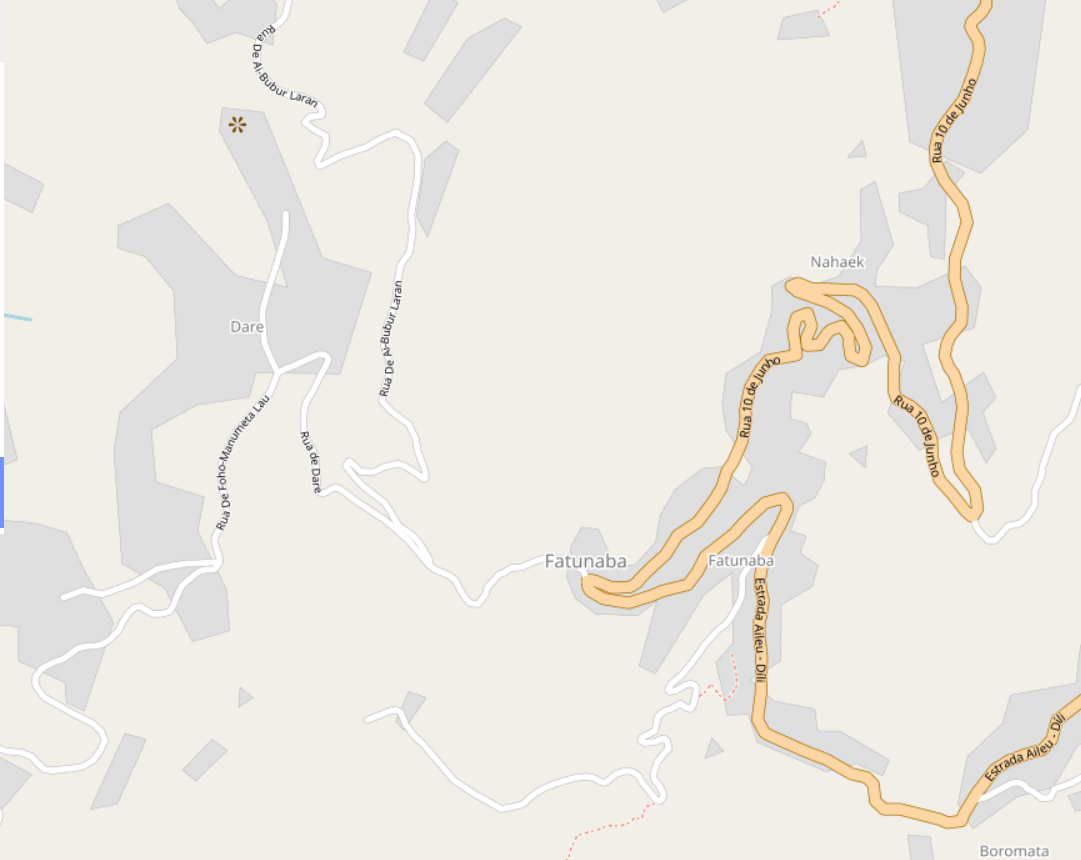
Straßenkarte der Dörfer Dare, Fatu Naba und Nahec

Südöstlich von Fila Beba Tua liegt die Aldeia Coalau I, östlich Coalau II, nördlich Fuguira/Bauloc und östlich Fatu Naba und Suca Lau. Im Nordosten grenzt Fila Beba Tua an den Suco Lahane Ocidental und 
im Süden an die Gemeinde Aileu.
Im Westen der Aldeia befindet sich der Ort Dare, der über eine Krankenstation verfügt.

## Geschichte
Am 10. Juni 1980 griffen FALINTIL-Einheiten unter anderem militärische Einrichtungen der indonesischen Besatzung in Dare und Fatu Naba an. Es war der erste größere Angriff, auch „levantamento“ (portugiesisch Erhebung, Aufstand) genannt, seit 1978. Das indonesische Militär tötete daraufhin als Vergeltung über 100 Menschen, die in der Nähe des Überfallsort lebten, und folterte oder verbannte Angehörige von Widerstandskämpfern auf die als Gefängnisinsel benutzte Insel Atauro.
1999 kam es während der Gewaltwelle nach dem Unabhängigkeitsreferendum zu massiven Ausschreitungen in Dare. Von „wahllosem Töten“ durch pro-indonesische Milizen und indonesische Spezialeinheiten wurde berichtet.